# Constructions Électriques Voltor
Constructions Électriques Voltor war ein französischer Hersteller von Automobilen.

## Unternehmensgeschichte
Das Unternehmen aus Saint-Étienne stellte Batterien her. 1922 begann die Produktion von Automobilen. Der Markenname lautete Voltor. 1925 endete die Produktion. 1939 wurde erneut ein Fahrzeug auf einer Ausstellung  in Lyon präsentiert. Es ist nicht bekannt, wann das Unternehmen aufgelöst wurde.

## Fahrzeuge
Im Angebot standen Elektroautos. Für den Antrieb sorgte ein Elektromotor. Ein Personenwagen nahm 1923 an einer Ausdauerfahrt zwischen Saint-Étienne und Avignon teil. Viele Fahrzeuge waren als Lieferwagen karosseriert. Das 1939 präsentierte Fahrzeug war erneut ein Lieferwagen.